# 桂一章
桂一章（？年—？年），字苞一，浙江宁波府慈溪县人。明朝末年政治人物。

## 生平
天啓元年（1621年）辛酉科浙江乡试舉人，崇祯四年（1631年）辛未科进士。礼部观政，授工部营缮司主事，管临清砖厂，九年任四川乡试主考官，升虞衡司员外郎，再升郎中，十年升山西督学副使，改井陉兵备副使，卒于官。